# Успение Богородично (Дъбнище)
Вижте пояснителната страница за други значения на Успение Богородично.
„Успение на Пресвета Богородица“ или „Света Богородица“ (на македонска литературна норма: „Успение на Пресвета Богородица“) е средновековна православна църква в тиквешкото село Дъбнище, централната част на Северна Македония. Част е от Повардарската епархия на Македонската православна църква.
Църквата е изградена и изписана в XIII век, като е имала облик на еднокорабна сграда. От първоначалната църква са запазени остатъци от керамопластична декорация на източната и южната фасада. От първоначалната живопис са запазени няколко фрагмента – изображение на Мелисмос над цокъла, отляво и отдясно има по еден ангел, облечени в бели драперии и полунаведени към Христа. Във втората зона е изобразена Богородица, която е гушнала Христос с две ръце, а покрай нея са Свети Козма и Дамян. Тези стенописи са от неизвестен зограф от XIX век. Северно от входа в стената на църквата е вградена антична плоча с релеф на три човешки фигури. Резбованите царските двери, които се намират на иконостаса, са дело на неизвестен резбар от XIX век.